# Shalehdūn
Shalehdūn är en ort i Iran.   Den ligger i provinsen Khuzestan, i den centrala delen av landet, 400 km söder om huvudstaden Teheran. Shalehdūn ligger 959 meter över havet och antalet invånare är 238.
Terrängen runt Shalehdūn är huvudsakligen bergig, men åt sydväst är den kuperad. Runt Shalehdūn är det ganska tätbefolkat, med 56 invånare per kvadratkilometer. Närmaste större samhälle är Jangeh, 13,7 km nordväst om Shalehdūn. Omgivningarna runt Shalehdūn är i huvudsak ett öppet busklandskap.